# Красноглазая квакша
Красногла́зая ква́кша (лат. Agalychnis callidryas) — древесная лягушка из семейства Phyllomedusidae. Видовое название callydryas происходит от греческих слов др.-греч. καλός, что означает «красивый», и др.-греч. δρυάς — «древесная нимфа».

## Описание
Небольшие ярко окрашенные животные, обладающие большими ярко-красными глазами с вертикальными зрачками. Длина тела самок до 7,7 см, самцов до 5,9 см. Окраска и размеры могут варьировать в разных частях ареала. Верхняя часть тела от светло- до тёмно-зелёного цвета, бока тёмно-синие с пурпурным или буроватым и желтыми или кремовыми вертикальными и диагональными полосами, брюхо белое или кремово-белое. Плечи и бёдра синие или оранжевые, пальцы (кроме наружных) вместе с подушечками от жёлтого до оранжевого цвета. Иногда на спине имеются слабовыраженные тёмно-зелёные линии (особенно у особей из Никарагуа и Коста-Рики) или мелкие белые пятна. Среднее количество полос на боках у лягушек разных популяций увеличивается с севера на юг от 5 в Мексике до 9 в Панаме. Квакши из северных районов (Южной Мексики и Гватемалы) меньше размерами и имеют голубоватые бока. Квакши из южных районов ареала (Никарагуа и Коста-Рика) крупнее и имеют тёмно-синие бока.

## Ареал и места обитания
Распространена в дождевых тропических лесах на юге Мексики (Юкатан) и в Центральной Америке, вплоть до Панамы. Известна одна встреча в ботаническом саду на севере Колумбии. Обитает в основном в низменных лесах, но иногда и в предгорьях до высоты 1 250 м.

## Образ жизни
Красноглазые квакши — древесные ночные животные, днём и на протяжении сезона засухи они прячутся на нижней стороне широких листьев, спят на верхушках деревьев. Во время сна их ярко-красные глаза маскирует нижнее полупрозрачное веко, окрашенное в золотистую сеточку, которое позволяет квакше видеть добычу или опасность и своевременно предпринять необходимые действия для сохранения жизни. С наступлением темноты квакши просыпаются, зевают, потягиваются, меняют светло-зелёную дневную окраску на ночную тёмно-зелёную и оглашают окрестности специфическим кваканьем. Способны совершать очень длинные прыжки.

## Питание
Рацион составляют насекомые (в основном, летающие), а также другие мелкие беспозвоночные.

## Размножение
Размножаются в сезон дождей (с конца мая до ноября). Спаривания происходят на протяжении всего сезона, но особенно часто в июне и октябре. В это время самцы издают агрессивные крики для дистанцирования других самцов и призывные для привлечения самок. Доминантная частота издаваемых звуков колеблется в пределах 1,5—2,5 кГц. Вокализация начинается с наступлением сумерек и особенно усиливается во время дождя. Кладка состоит из около 40 зеленых икринок, каждая из которых окружена прозрачной слизистой оболочкой. Размер икринок изменяется от 3,7 мм при вымётывании до 5,2 мм перед выклевом. Общая длина тела головастиков на последних стадиях развития около 4,8 см.

## Охрана
Общая численность красноглазых квакш в природе уменьшается вследствие уничтожения мест обитания. Внесена в Приложение II CITES, охраняется во многих национальных парках.

## Фото

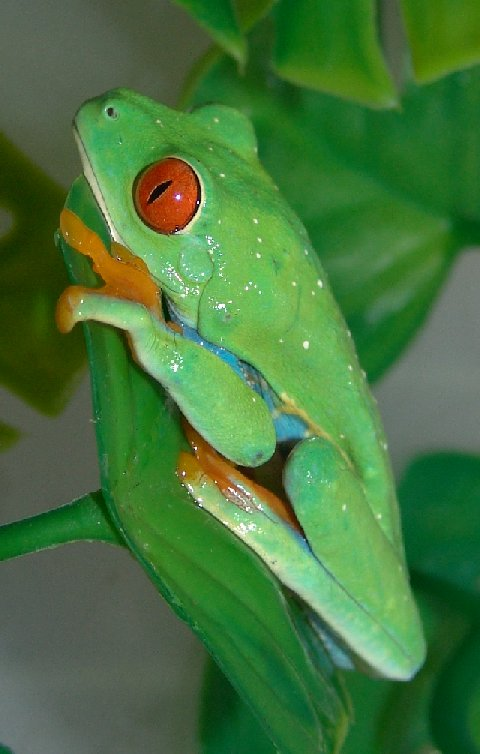
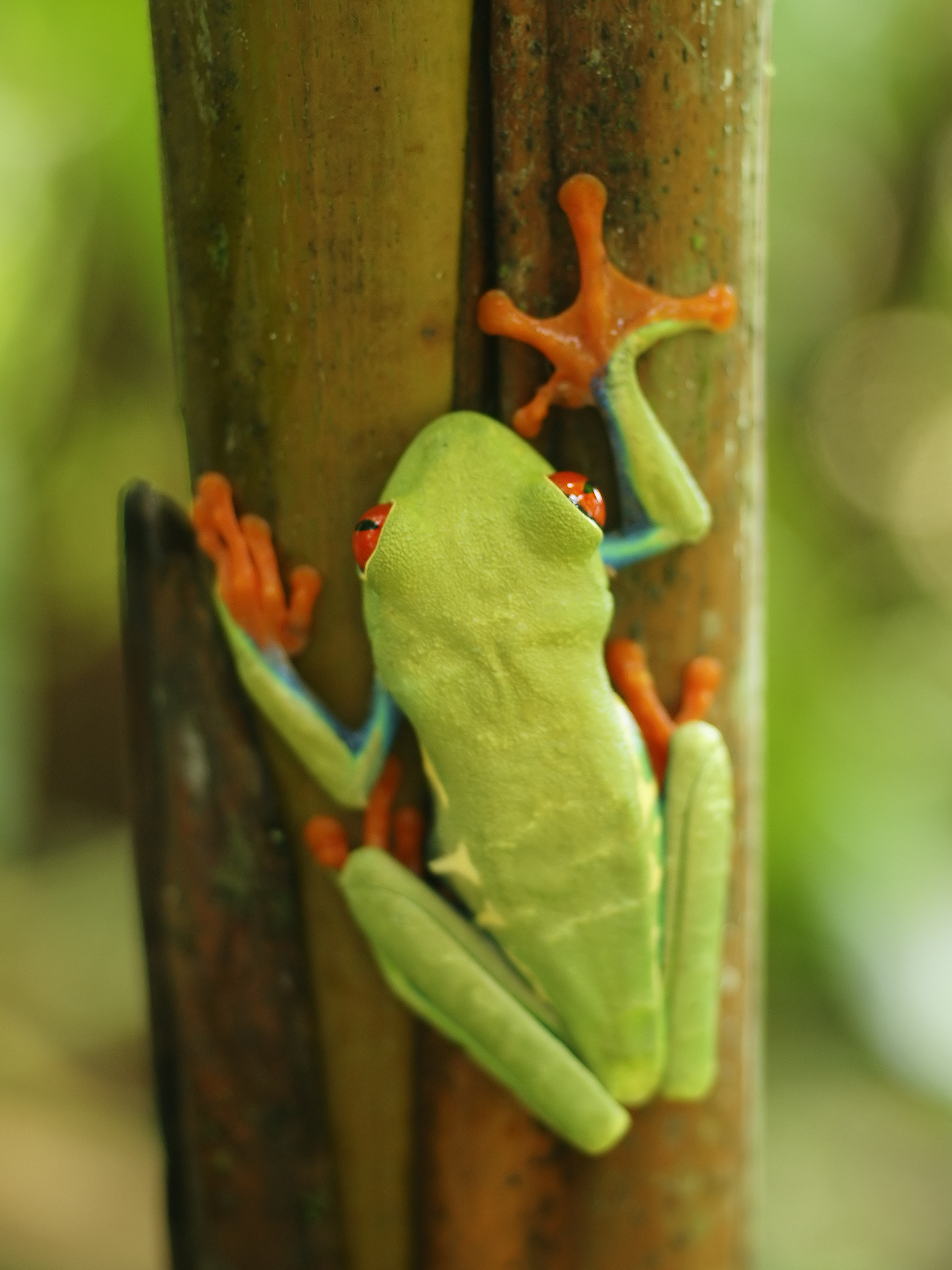
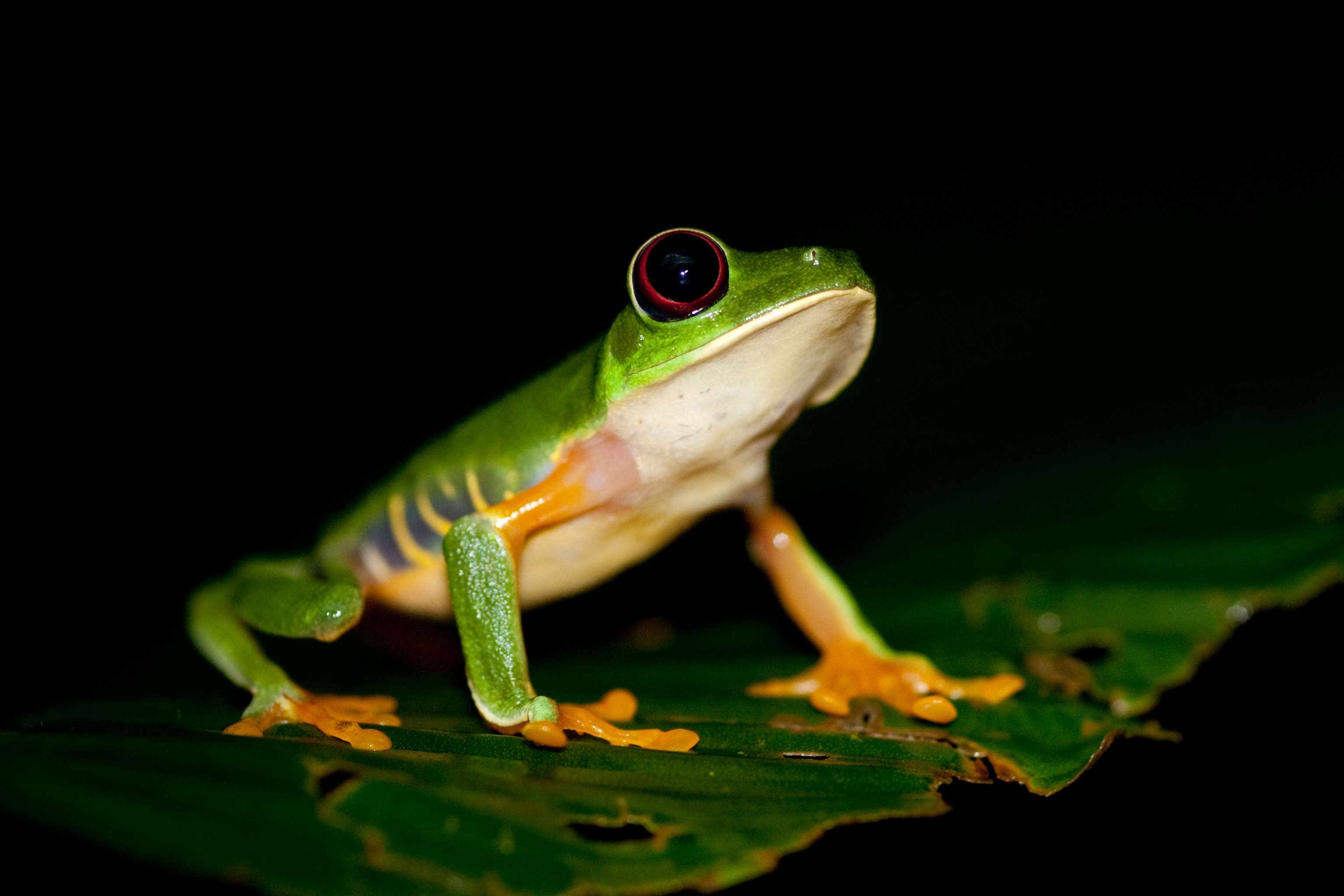
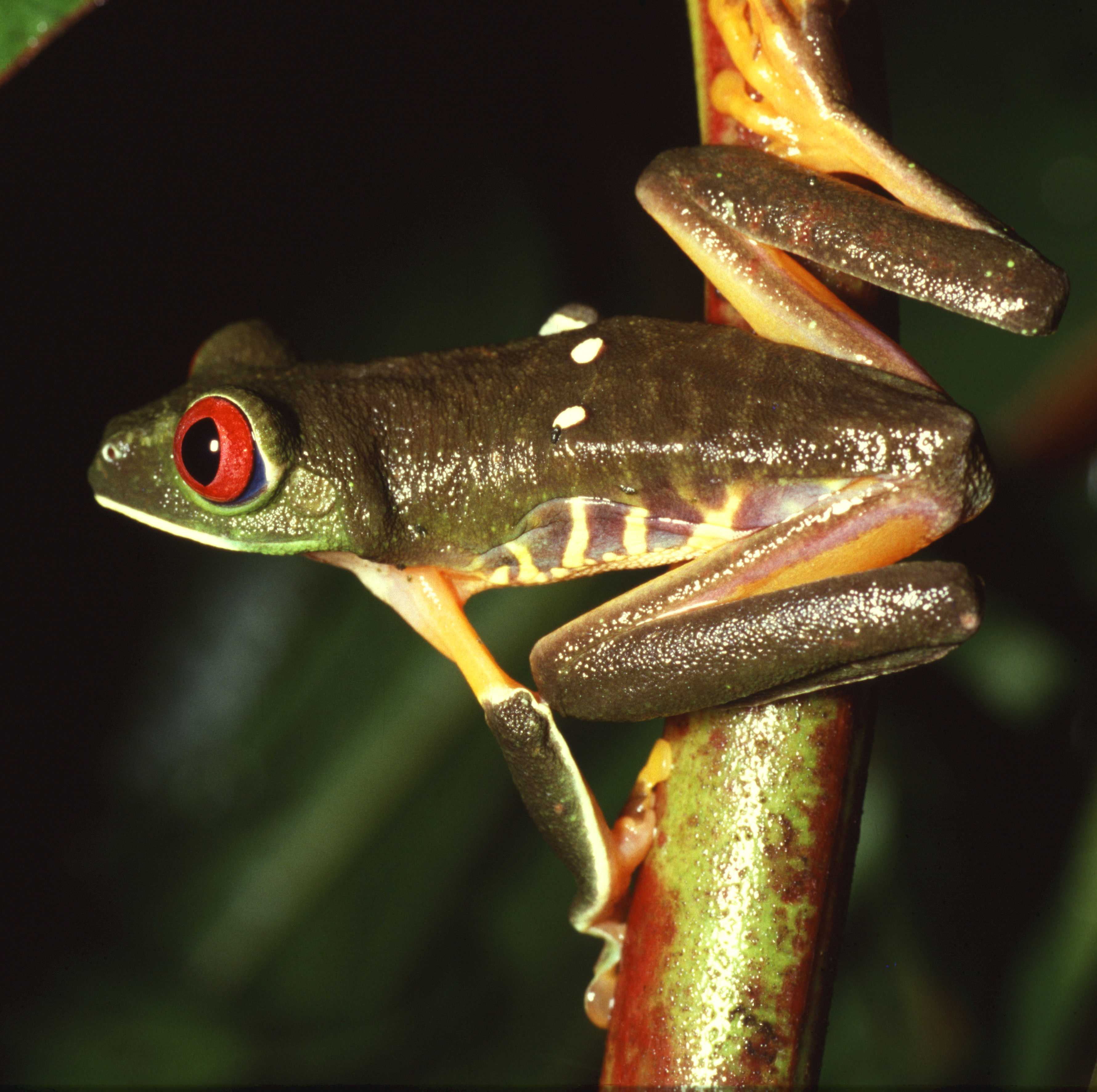
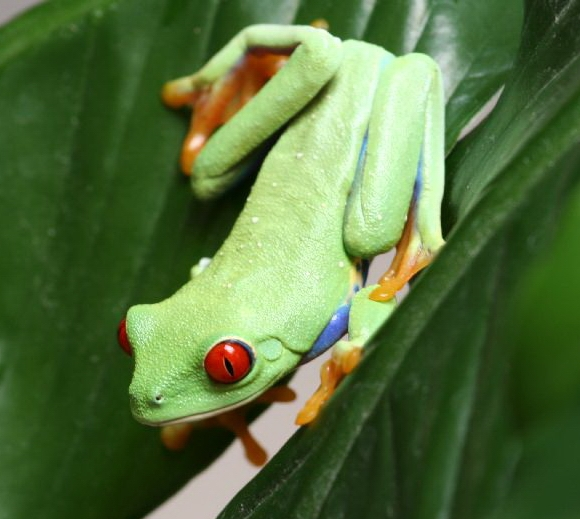
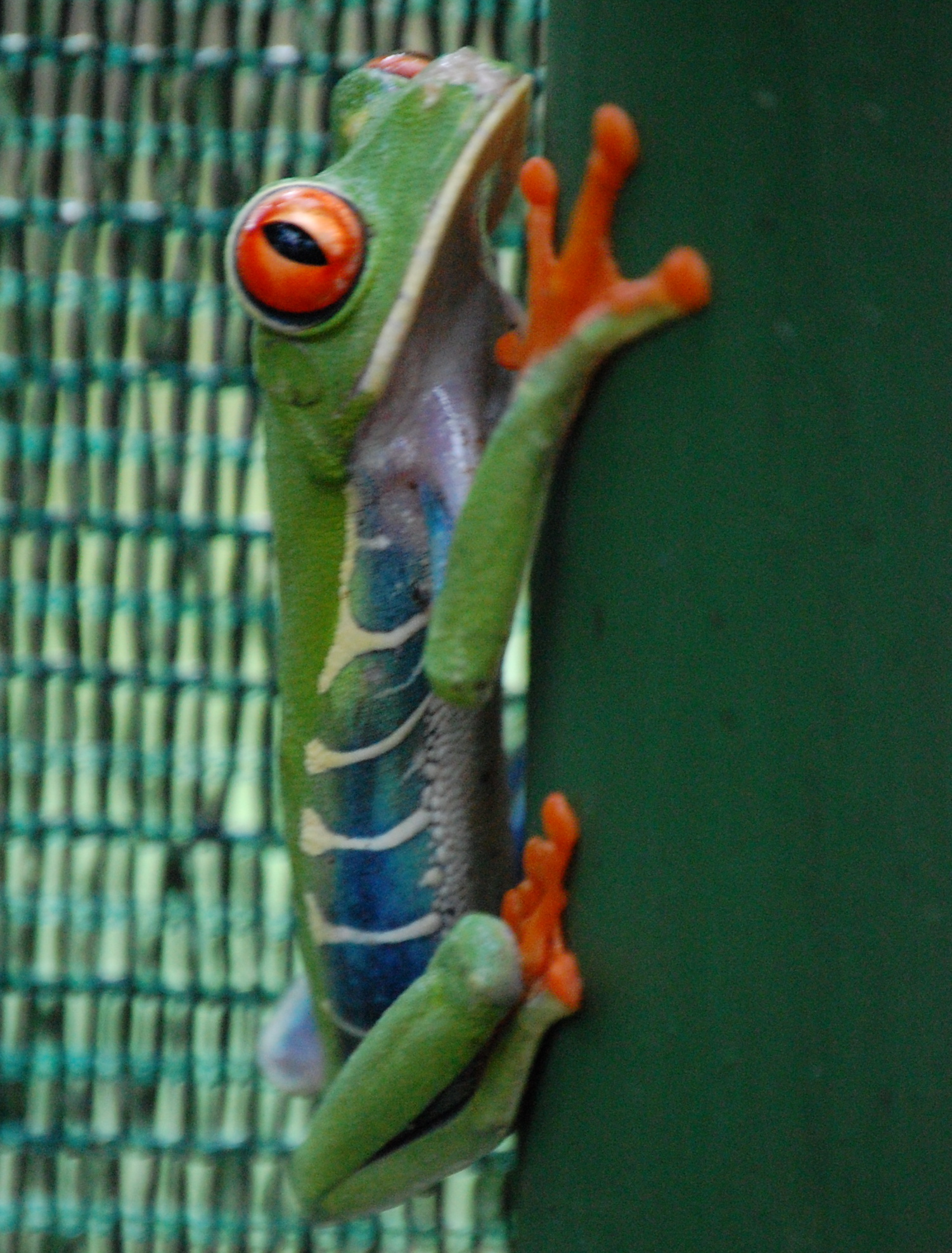
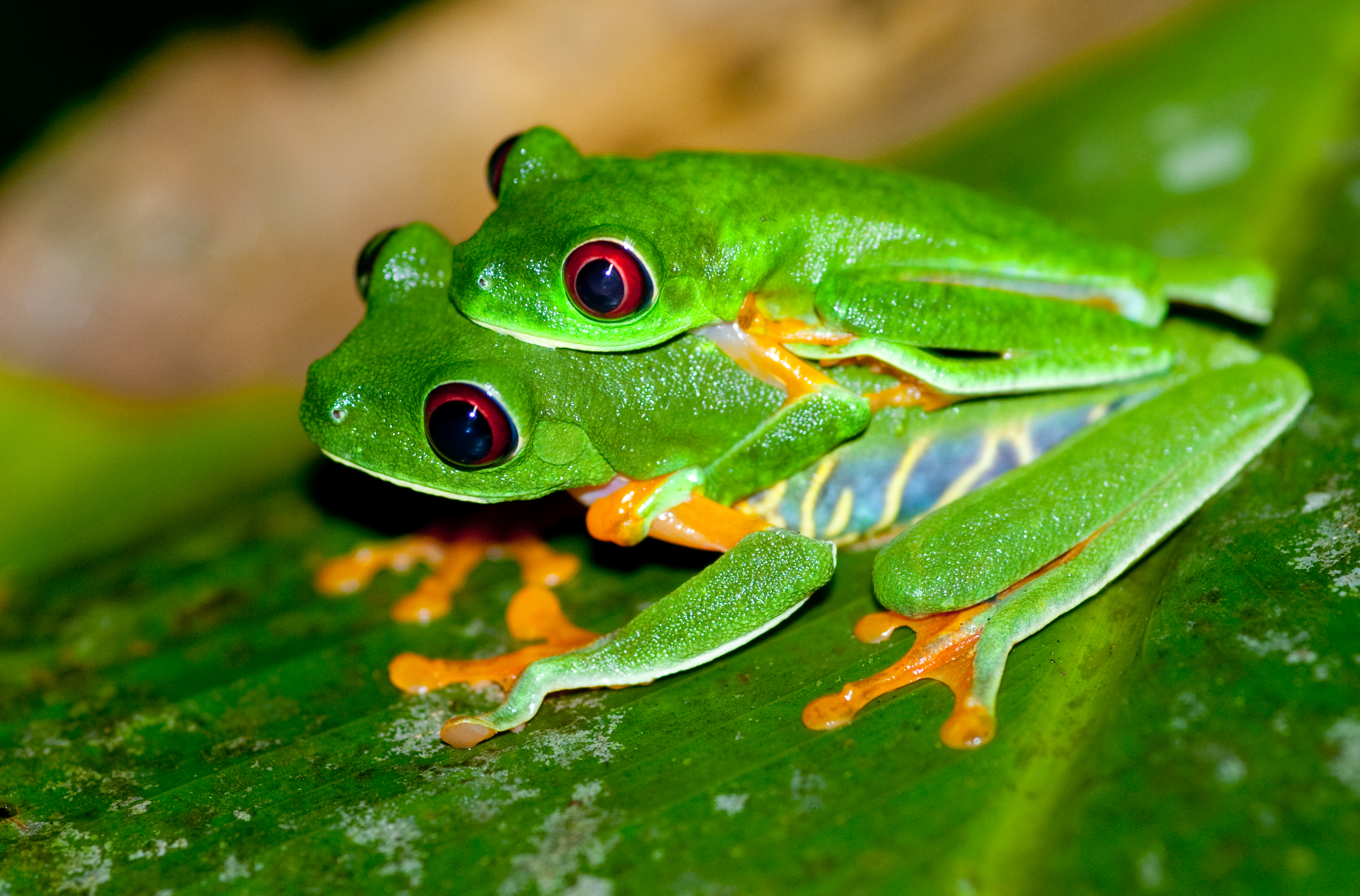
Спаривающаяся пара красноглазых квакш
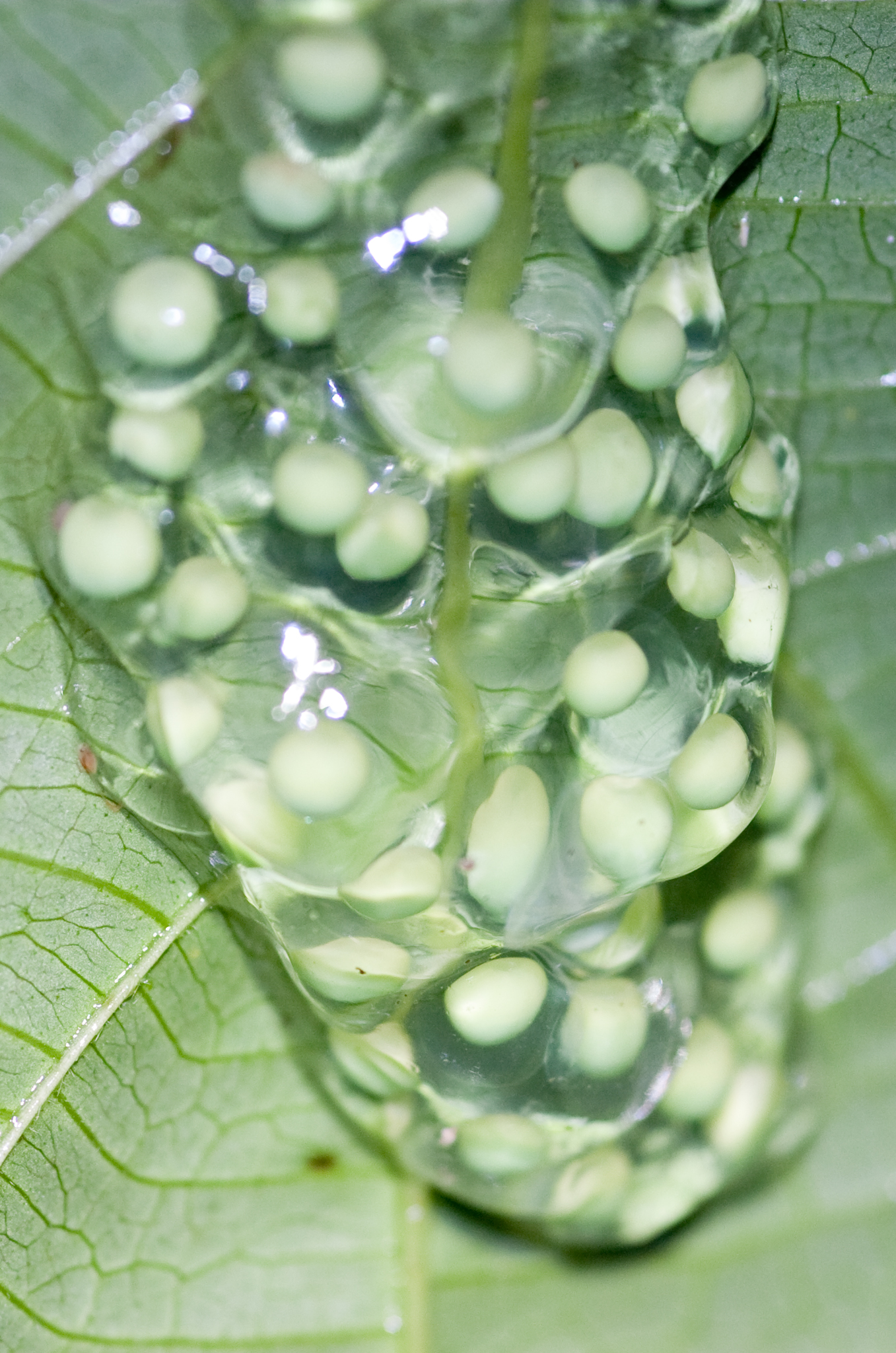
Кладка икры
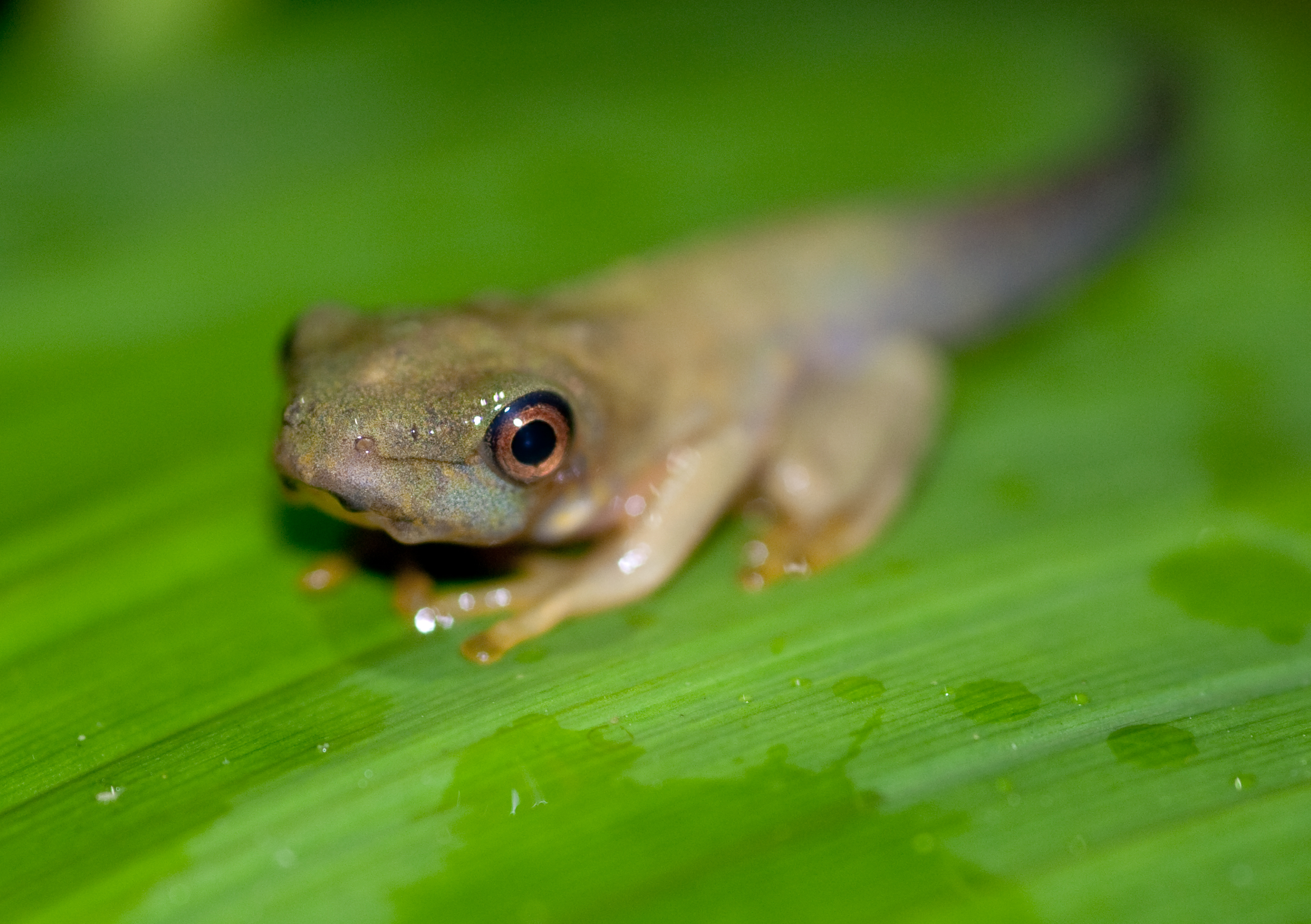
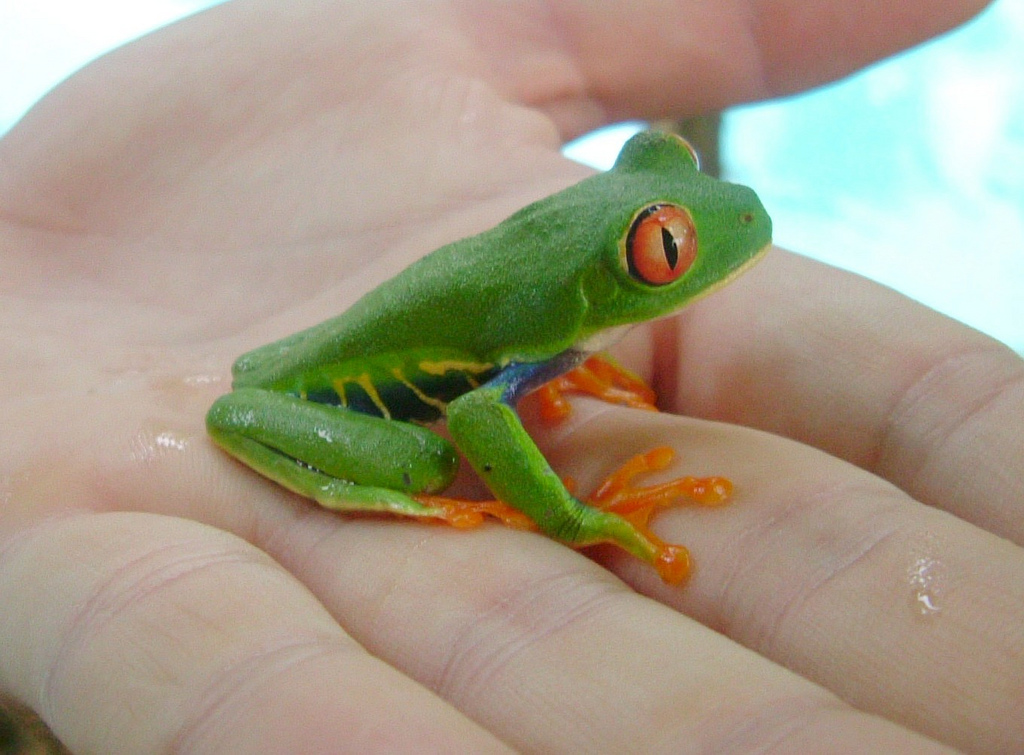
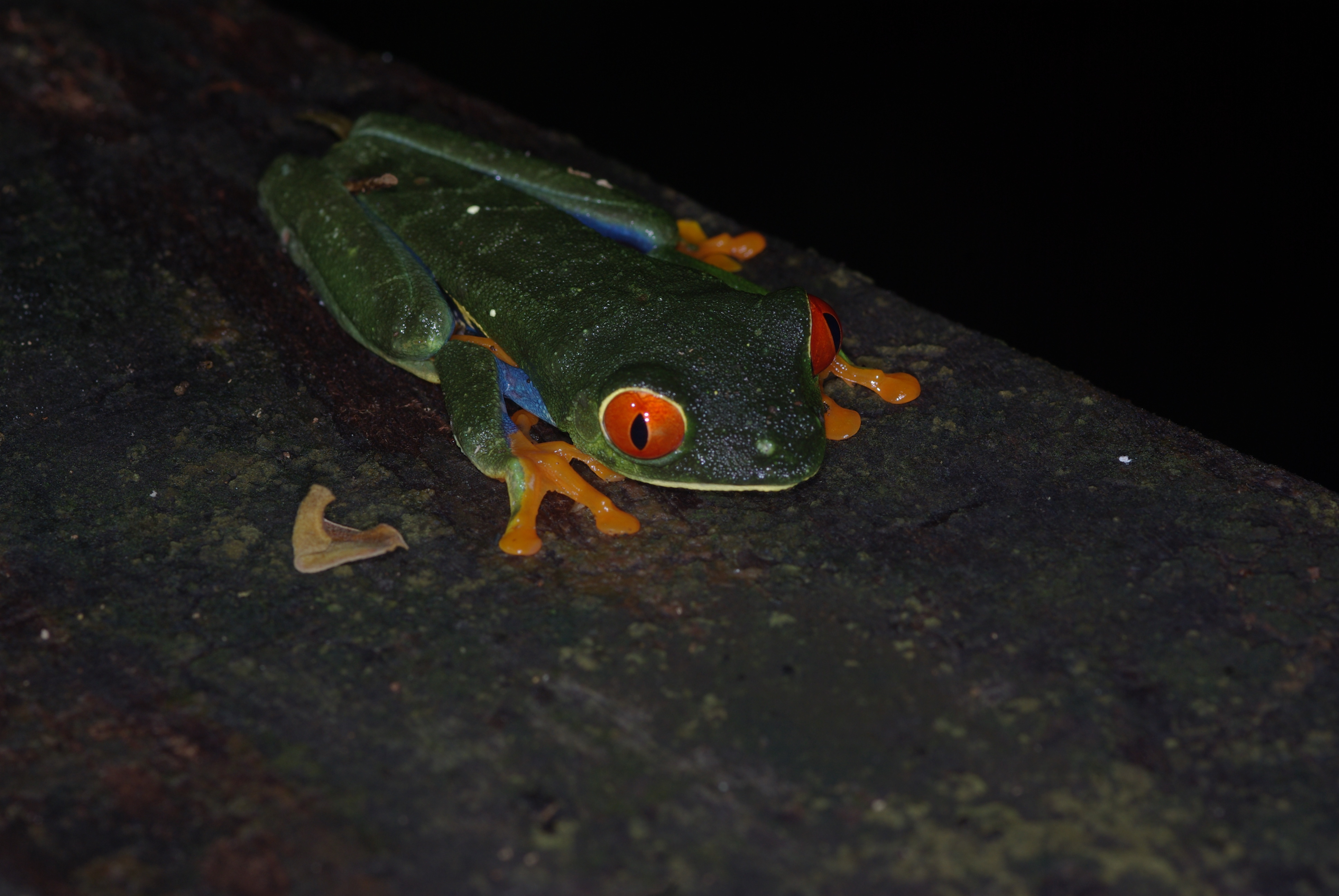
Ночная окраска